# Ye Shengtao
Œuvres principales
L'Instituteur
Ye Shengtao (chinois simplifié 叶圣陶 ; pinyin Yè Shèngtáo), né le 28 octobre 1894 à Suzhou sous le nom de Ye Shaojun, mort le 16 février 1988, est un écrivain chinois.

## Biographie
Ye Shengtao est né en 1894 à Suzhou (province du Jiangsu, Chine). Élève des écoles primaires et secondaires alors nouvellement créées en Chine, à la fin de l'empire, il devient ensuite lui-même éducateur. L'enseignement est l'un des thèmes privilégiés de ses écrits. Il est l'un des fondateurs de la Société d'études littéraires (zh) en 1920, et a dirigé de nombreuses revues et collections littéraires.

## Œuvre
Ye est l'auteur de plusieurs recueils de nouvelles, dont le premier, Gemo (Les Malentendus), a paru en 1922. Son œuvre la plus connue, et son seul roman, est L'Instituteur (zh) (Ni huanzhi), paru en 1929. L'intrigue est nourrie des souvenirs personnels de l'auteur.
Son style réaliste se caractérise par sa concision et une subtile ironie.

## Liste des œuvres
- 1922 : Gemo (Les Malentendus), nouvelles
- 1923 : Huo (Le Feu), nouvelles
- 1925 : Xianxia (Sous la ligne d'horizon), nouvelles
- 1926 : Chengzhong (Dans la cité), nouvelles
- 1929 : Ni huanzhi (L'Instituteur), roman
- 1936 : Si sanji (À quarante-trois ans), nouvelles

## Traductions
- Ni Houan-tche l'instituteur, trad. W. S. Tchou, Pékin, Éditions en langues étrangères, 1961
- Une vie et Le Riz quotidien, nouvelles, trad. Martine Valette-Hémery, dans De la révolution littéraire à la littérature révolutionnaire. Récits chinois. 1918-1942, L'Herne, 1970
  - rééd. dans Treize récits chinois. 1918-1949, Philippe Picquier, 1987, 1991, rééd. 2000, coll. « Picquier poche »